# 氨基脲
氨基脲（SEM）是硝基呋喃类（Nitrofurans，本文中简式NFs）药物中呋喃西林的代谢物。NFs是一类化学合成的广谱抗菌药物，不仅能够抑制乙酰酯酶A，而且可干扰细菌糖代谢，其残留代谢物有致畸、致突变、致癌的危险。食品的风险分析表明，虽然有关NFs药物及其代谢物等的毒性数据尚不充分，但临床医学实验研究发现它可引起消化道反应，如噁心、呕吐、厌食、腹泻等，严重后果可诱导有机体基因突变。因此，出于安全性考虑，世界上绝大多数国家和地区包括中国、欧盟、美国等规定在动物食用组织中不允许有NFs的残留，如欧盟已于1995年禁止在食用动物中使用硝基呋喃类抗生素，并将其列为A类禁用药物(EEC/1442/95和EEC/2901/93）。呋喃西林的代谢物氨基脲是最普遍的，也是目前研究最多的药物。由于NFs很容易分解，因此测定时必须研究其代谢物的测定方法。而测定其代谢物的最准确的方法为同位素内标法。
盐酸氨基脲为棱状晶体，分解温度175-185℃。它极易溶于水，微溶于乙醇，不溶于无水的醚。加氨水则马上游离出氨基脲。氨基脲为无色细小柱状晶体，熔点96℃，溶于水和乙醇，苯与氯仿中均不溶解，氨基脲易潮解，并具有致癌作用。